# Бейред-Жуме-Камус
Бейред-Жуме-Камус (фр. Beyrède-Jumet-Camous) — муніципалітет у Франції, у регіоні Окситанія, департамент Верхні Піренеї. Бейред-Жуме-Камус утворено 1 січня 2019 року шляхом злиття муніципалітетів Бейред-Жуме i Камус. Адміністративним центром муніципалітету є Бейред-Жуме. Населення — 227 осіб (01.01.2021).